# Stazione di San Martino Piana
La stazione di San Martino Piana è una stazione ferroviaria posta al km 228+825 della linea ferroviaria Palermo-Catania. Dall'11 dicembre 2005 è un posto di movimento.

## Storia
La stazione venne costruita nell'ambito della realizzazione della strada ferrata, indispensabile per connettere le zone zolfifere dell'area centro-orientale dell'Isola con il porto di Catania.
La stazione venne realizzata nella Piana di Catania lungo il margine nord di essa, parallelamente al percorso della Strada statale 192 soprattutto ai fini del movimento dei treni (incroci e precedenze) in quanto sita in area agricola distante dai centri abitati. Ad essa era demandato anche l'azionamento del passaggio a livello contiguo.

## Strutture e impianti
L'edificio di stazione poco più che una casetta a tre luci è posto a nord della linea ferrata.
Il fascio binari comprende un primo binario di arrivo e partenza di corretto tracciato e un secondo binario di raddoppio

## Movimento
La stazione ha sempre avuto un esiguo traffico di viaggiatori in quanto sita in località di campagna. 
L'orario ferroviario del 18 novembre 1938 riportava la fermata di 4 coppie di treni, di cui due accelerati, un omnibus e un'automotrice da Catania per Caltanissetta e viceversa. L'offerta di servizio nel 1975 riportava la fermata di 4 treni locali provenienti da Catania e di 4 provenienti da Caltanissetta. L'orario di servizio 1981-1983 prevedeva la fermata di 5 treni viaggiatori locali provenienti da Catania e di 5 provenienti da Palermo, Agrigento o Carcaci.
Vi avevano fermata tutti i servizi viaggiatori da e per Carcaci; tale traffico è cessato in seguito alla chiusura della linea. La trasformazione in posto di movimento telecomandato e impresenziato ha comportato la totale soppressione del servizio viaggiatori.